# Strunzova pila
Strunzova pila (Pila Kvilda, německy Holzwerke Strunz Aussergefild) byla významným průmyslovým podnikem v šumavské obci Kvilda. Založil ji v roce 1820 Peter Strunz a zpracovávalo se v ní stavební a rezonanční dřevo. Provoz ukončila v 90. letech 20. století. V letech 2023–2024 proběhla přestavba objektu na polyfunkční dům.

## Popis a historie

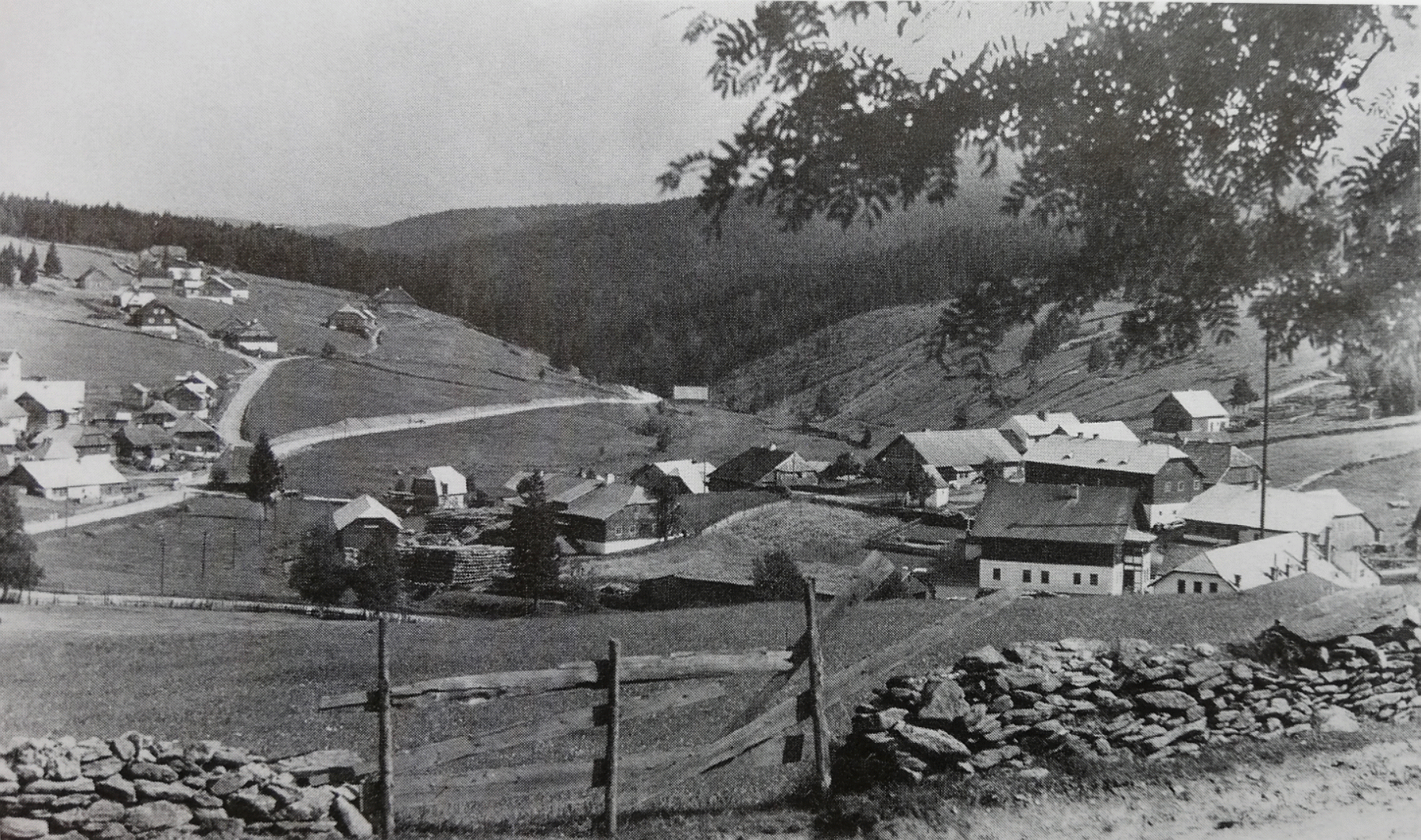
Část obce Kvilda se Strunzovou pilou

Areál bývalé pily, na jehož místě dnes stojí polyfunkční dům (penzion) s třiceti apartmány, je dostupný od parkoviště pod kvildským lyžařským areálem (Parkoviště Kvilda - lyžařský areál) po cyklostezce č. 331 směrem na jih přes silniční mostek. Nachází se vpravo, na západní straně obce na břehu Teplé Vltavy.
Strunzovu pilu založil roku 1820 Peter Strunz (1792–1869). Postupně se pila stala významným prosperujícím podnikem, který zaměstnával až 140 lidí a jehož majitelé bývali váženými kvildskými občany. Pila fungovala na vodní pohon (tzv. vodní pila) až do začátku 20. století, poté přešla na pohon parním strojem. Zpracovávala hlavně rezonanční a stavební dřevo, ale vyráběla i šindele, dřevěné dráty, prkénka na žaluzie a bedny jako obalový materiál. Již v polovině 19. století se značka Holzstrunz Aussergefield stala známou mezi výrobci smyčcových a drnkacích hudebních nástrojů, kteří potřebovali prvotřídní dřevo na rezonanční desky.
Výraznou postavou v historii podniku byl Josef Strunz (1823–1907), který zavedl pro zlepšení dopravního spojení obce s okolím pravidelnou čtrnáctidenní dopravu zboží. Koňskými povozy přepravoval své zboží na trase z Kvildy do Strakonic a na zpáteční cestě dovážel různé potraviny a zboží pro kvildské obchodníky. Zároveň zajišťoval i přepravu poštovních zásilek do Vimperka a Pasova. Josef Strunz se také zasloužil o zbudování železnice ze Strakonic do Vimperka (v roce 1893) a z Vimperku do Volar (v roce 1899) a škole v Kvildě věnoval prostory svého domu.
Po Josefu Strunzovi převzal podnik jeho syn Adolf Strunz (1863–1938), který ho po velkém požáru v roce 1926 přestavěl a modernizoval, koňské povozy nahradil automobily. V roce 1945 byla pila zestátněna. Po ničivém požáru v roce 1947 byl provoz v nově vystavěné pile obnoven, ale v roce 1951 byla výroba definitivně ukončena. V objektu bývalé pily poté fungovala bednárna Dřevopodniku Vimperk.
Po privatizaci v 90. letech 20. století se podnik potýkal s nedostatkem surovin. Noví majitelé nedokázali uzavřít smlouvu o dodávkách dřeva s Národním parkem Šumava. V roce 2015 informovala pražská společnost Gnosis jménem podnikatele Františka Taliána o chystané přestavbě objektu na ubytovací zařízení s lázeňskými službami. V roce 2020 stál na místě penzion. V letech 2023–2024 byl přeměněn na polyfunkční dům s apartmány a wellness službami.

## Fotogalerie

Strunzova pila v dobách Adolfa Strunze
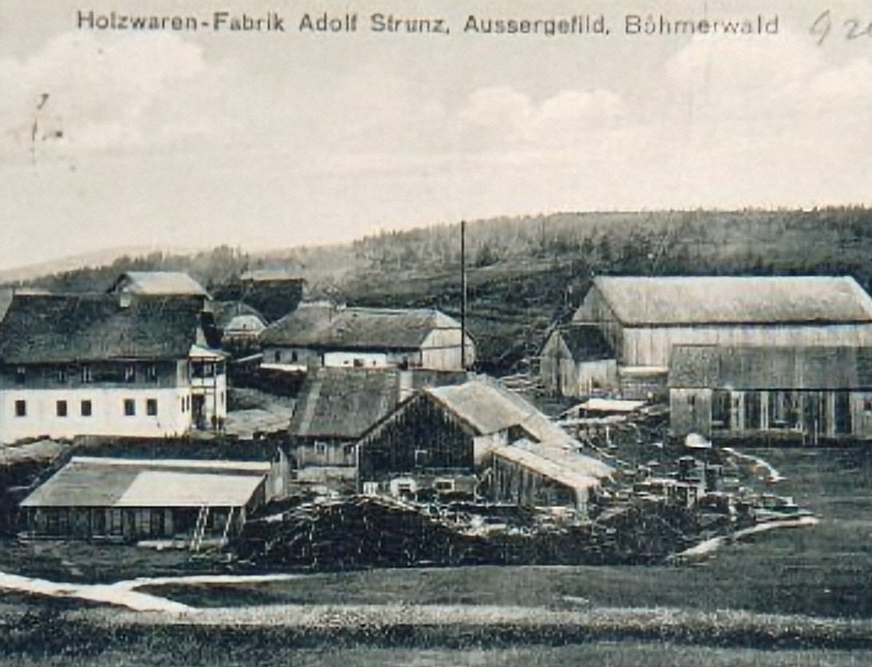
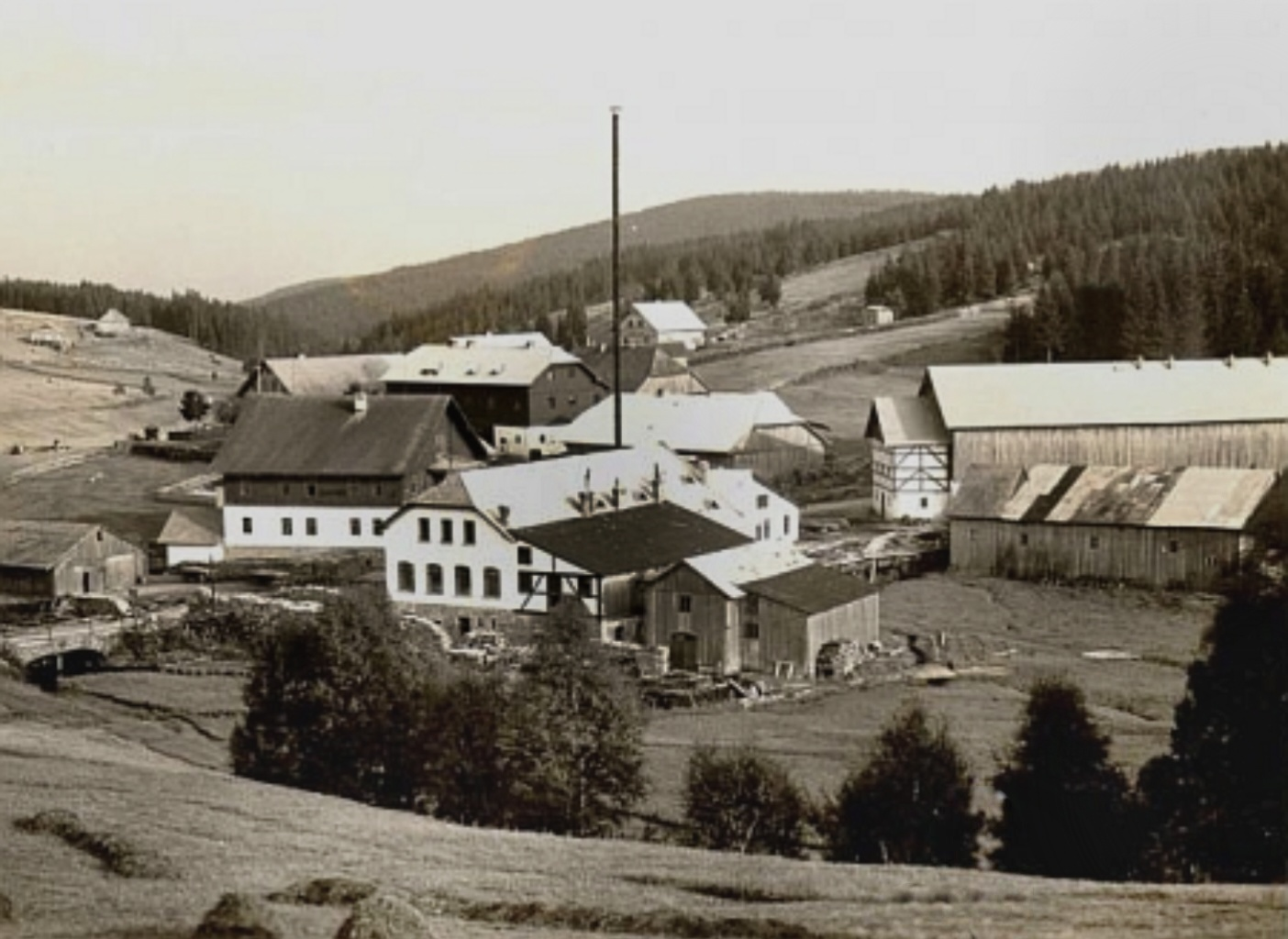
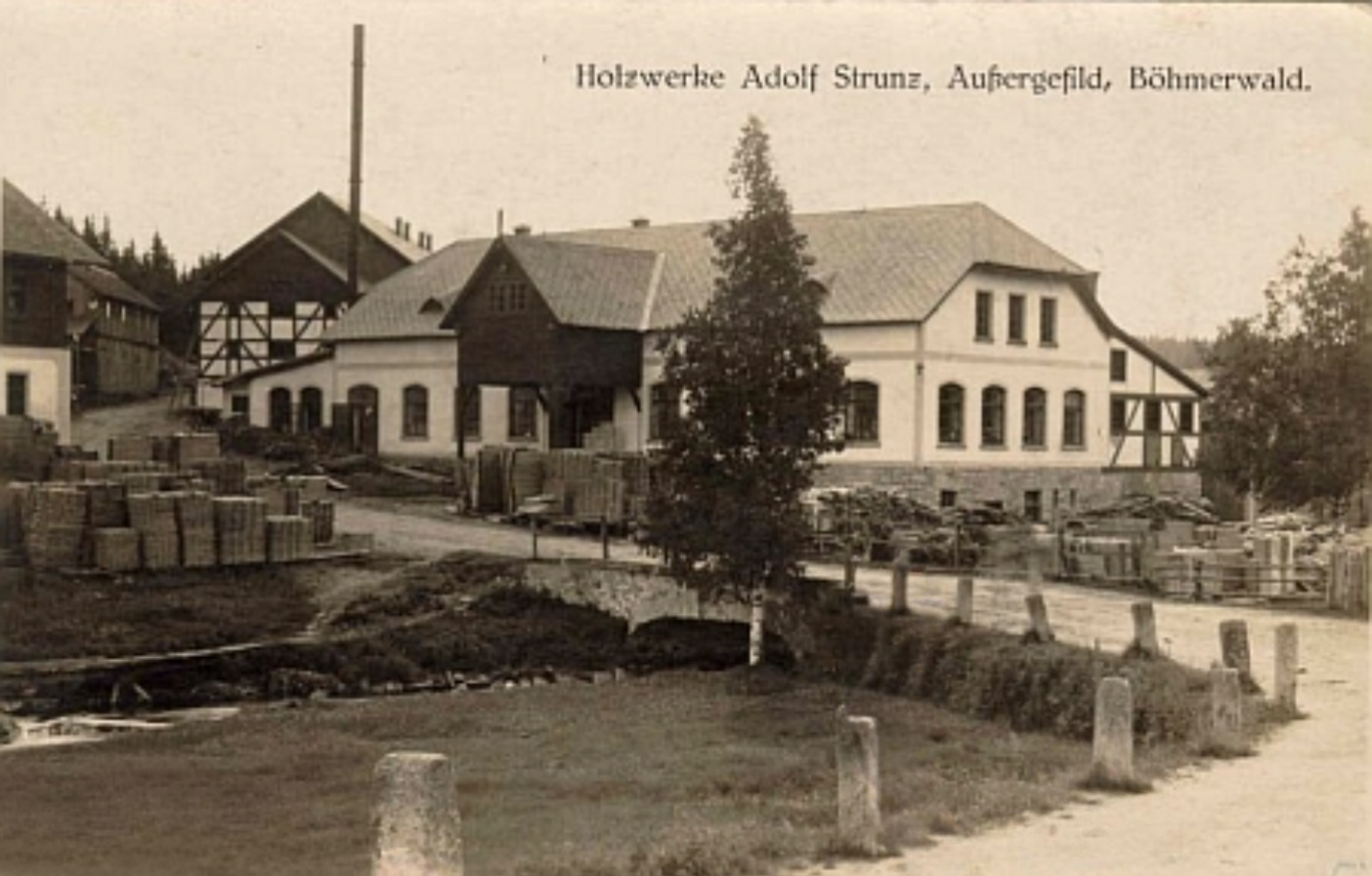
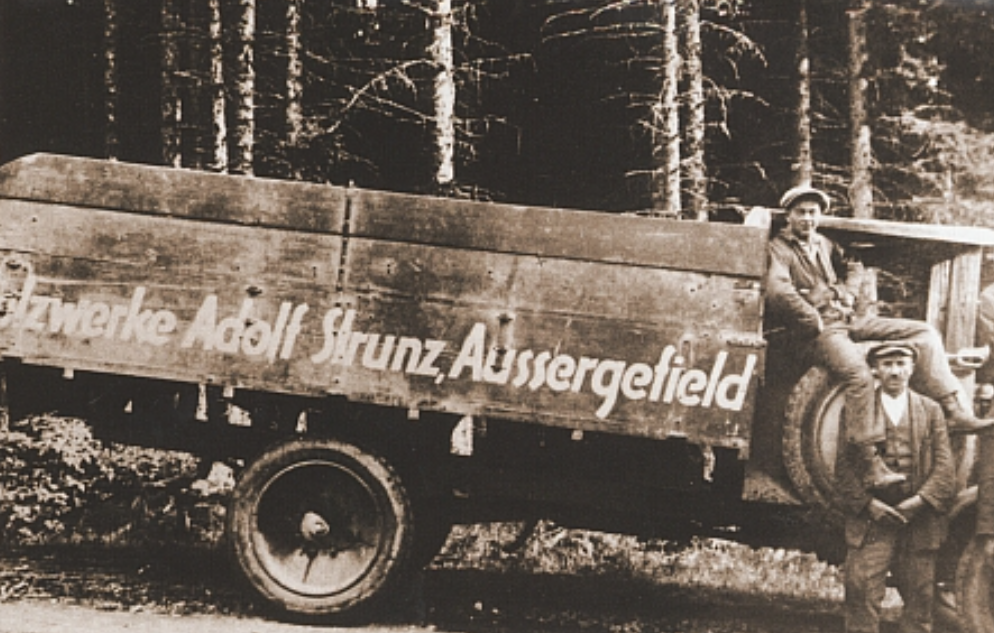
Firemní auto Strunzovy pily
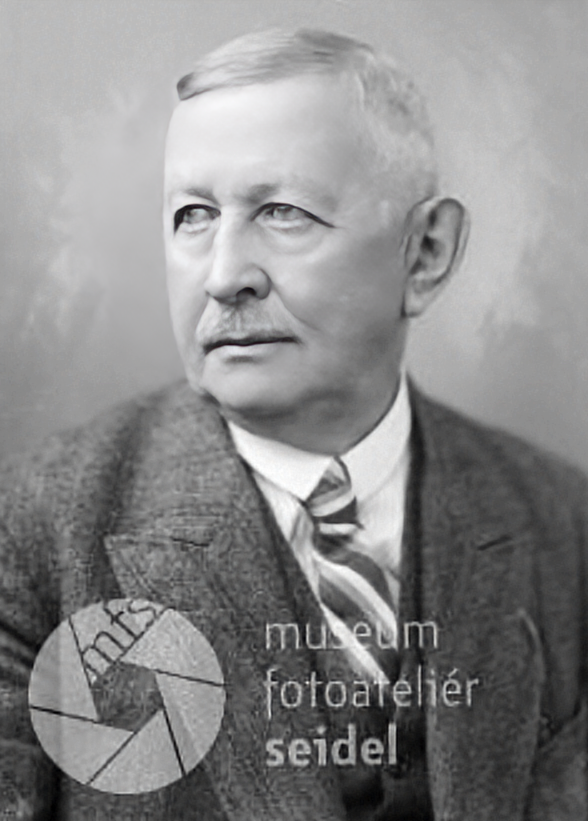
Adolf Strunz (1863–1938) na podobence z českokrumlovského fotoateliéru Josefa Seidela, pořízené 5. března roku 1933

Strunzova pila před, během a po rekonstrukci v roce 2016
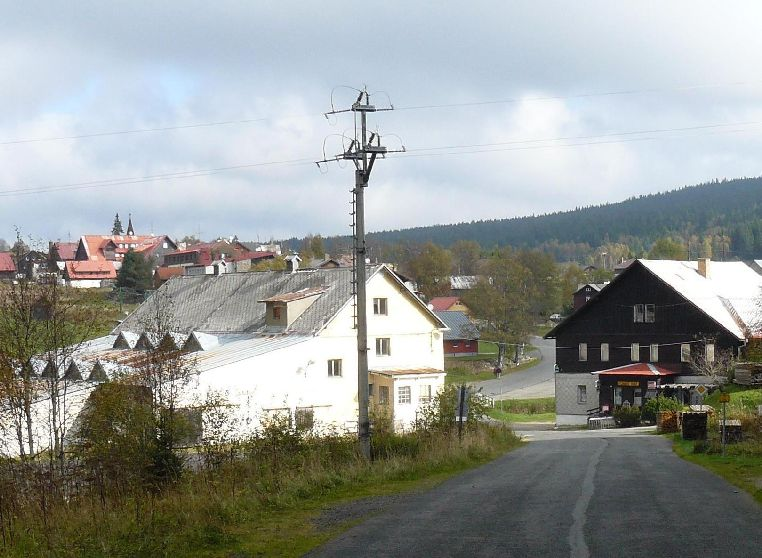
Před rekonstrukcí (prosinec 2015)
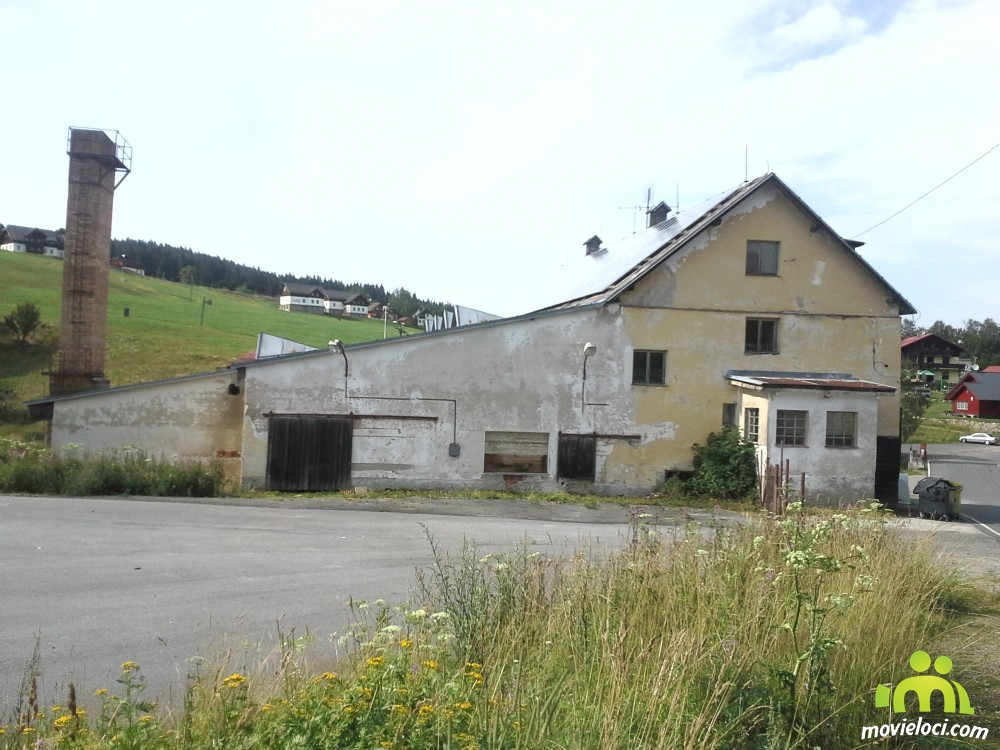
Před rekonstrukcí (prosinec 2015)
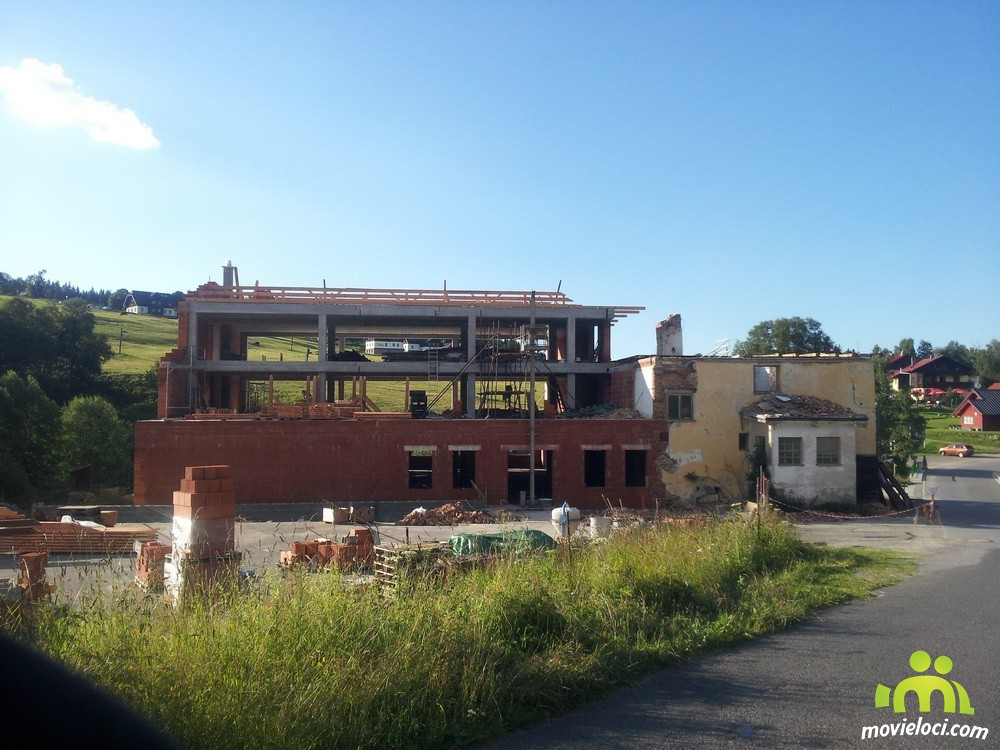
Rekonstrukce (2016)
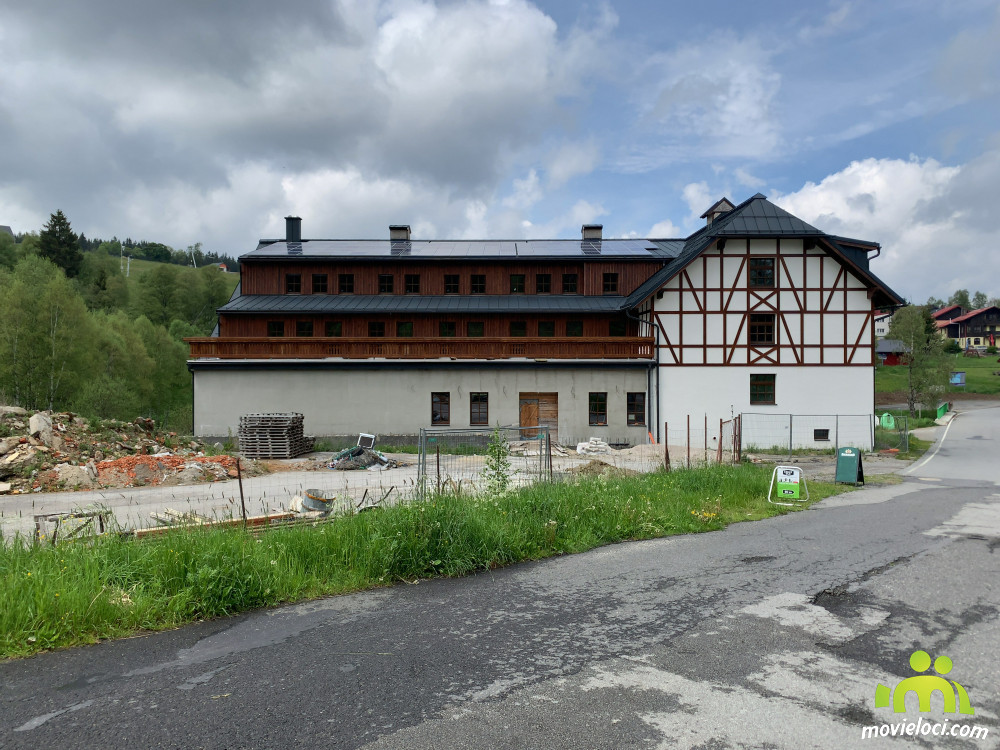
Rekonstrukce (2016)
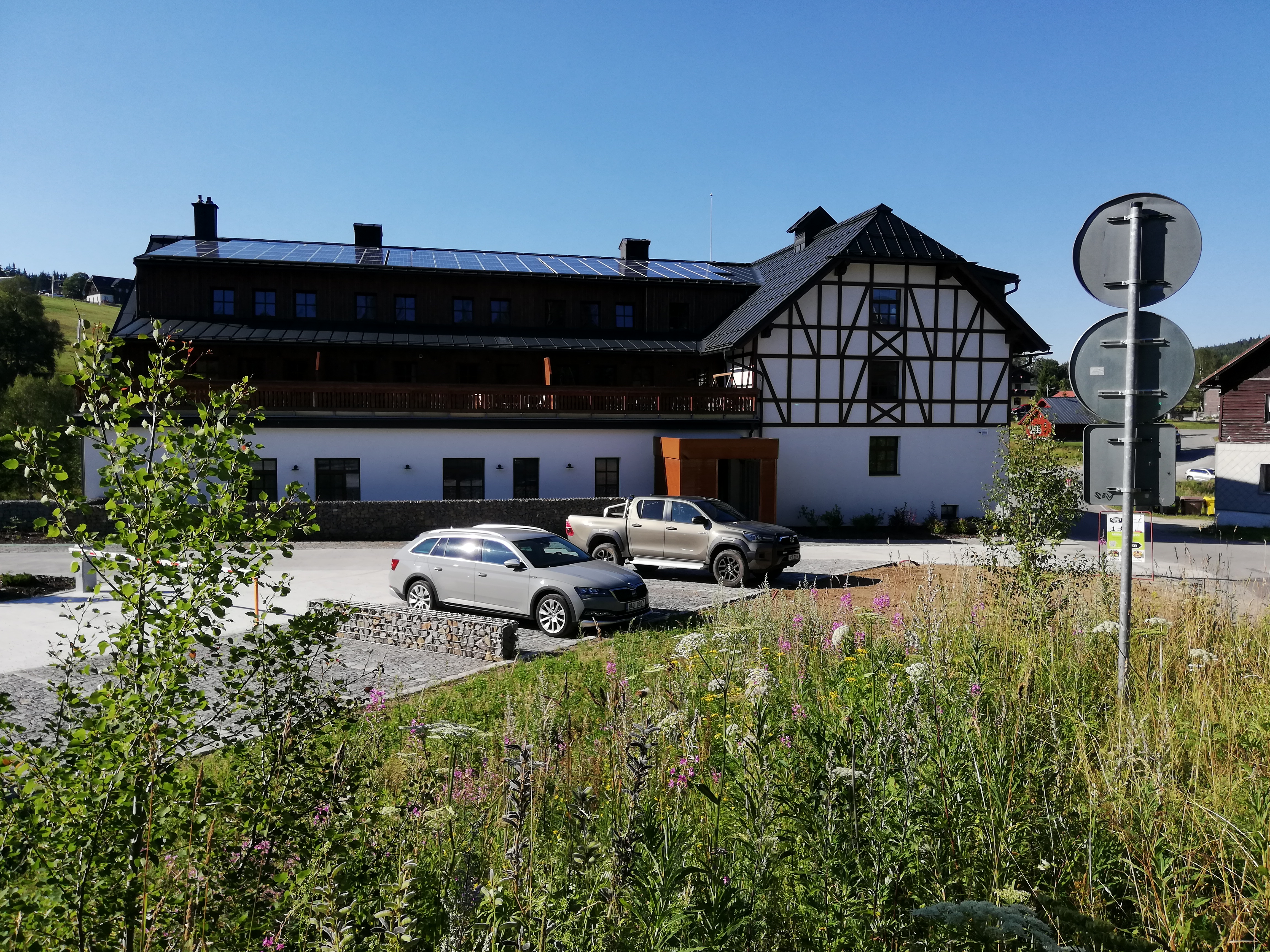
Po přestavbě (2022)
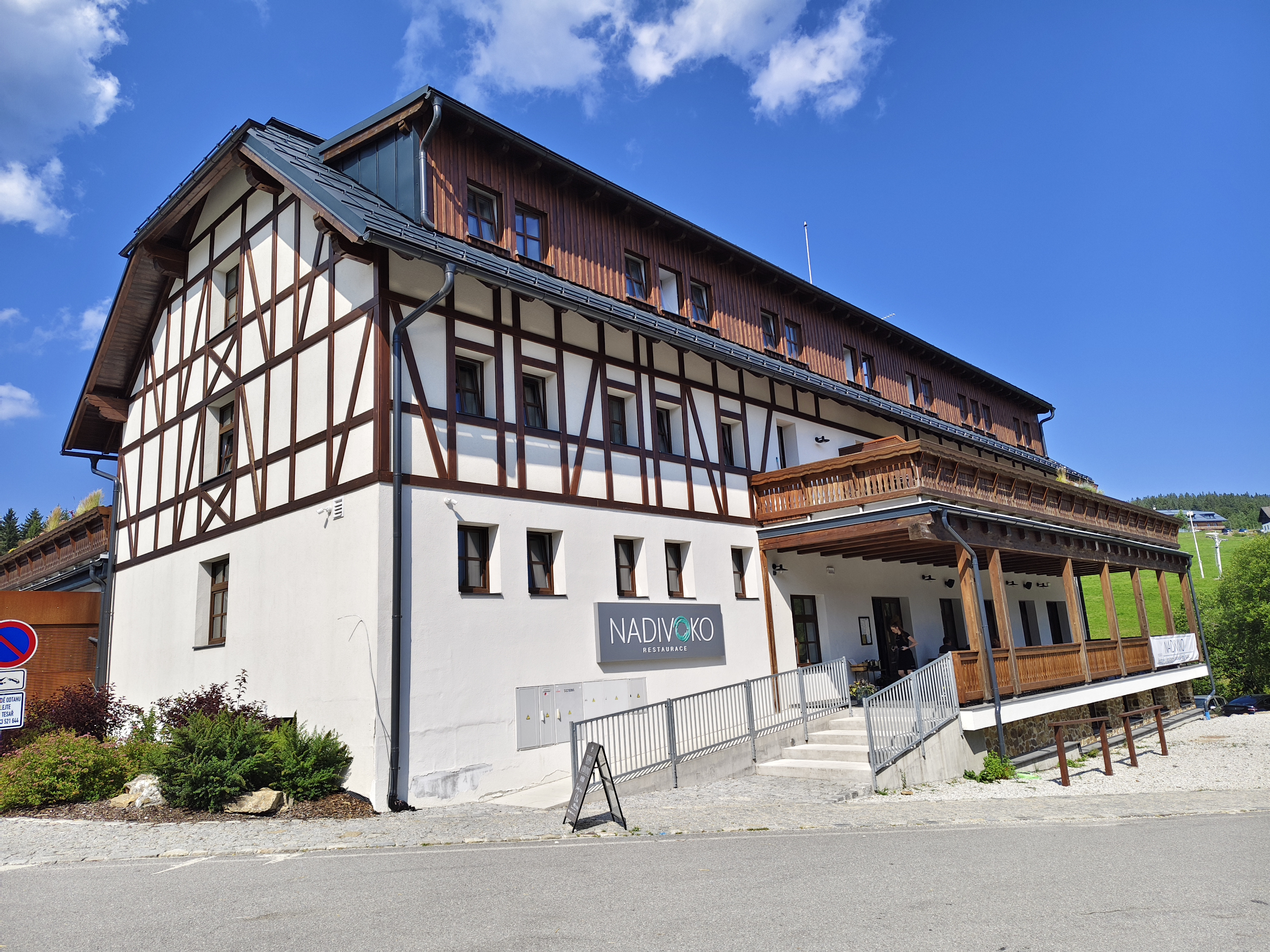
V přízemí objektu je restaurace NADIVOKO (léto 2025)

## Zajímavosti

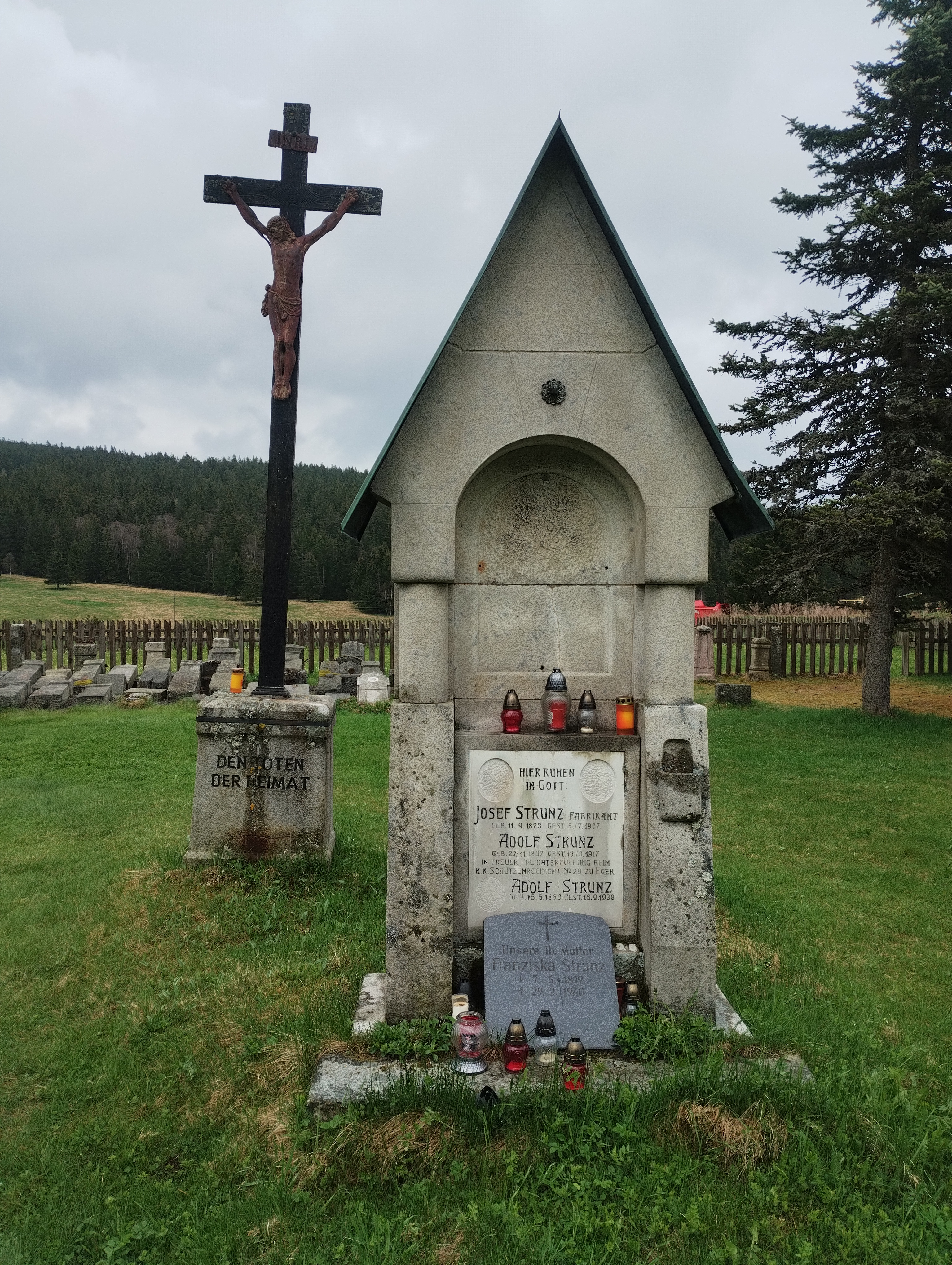
Hrob rodiny Strunzovy na kvildském hřbitově

- Strunzova pila se objevuje ve filmové trilogii s Tomášem Holým (Pod jezevčí skálou, Na pytlácké stezce, Za trnkovým keřem). Filmy se natáčely přímo na pile a v jejím okolí.[1]
- Josef Strunz, Adolf Strunz a další členové rodiny jsou pohřbeni na hřbitově Kvilda za kostelem svatého Štěpána. Rodinný hrob jako jediný zůstal na svém místě po nešetrné likvidaci hřbitova.[8]
- Syn Adolfa Strunze, Adolf Strunz mladší (1896–1917), padl v první světové válce.[9] Dle německého nápisu na náhrobku sloužil u 29. střeleckého pluku.
- Již za života Adolfa Strunze převzala firmu jeho dcera Herta (1899–1981). S manželem Carlem Hilzem (1903–1976) měla syna Adolfa (1930–1984) a po druhé světové válce byli odsunuti do Německa.[6][4] Carl Hilz navázal na rodinnou tradici, ve které od roku 1998 pokračuje Thomas Hilz. Firma Holzwerke Strunz sídlící v bavorském Pockingu u Pasova je tak dnes nejstarší společností v odvětví tónového dřeva v oblasti rezonančních desek, žebrovaného dřeva a kláves. Mezi její zákazníky patří přední světoví výrobci nástrojů.[6]